# 제프 피터슨
제프 피터슨(Jeff Peterson, 1978년 1월 24일 ~ )은 미국의 배우, 텔레비전 배우이다.
덴버에서 태어났다.

## 영화
- 테스크 포스 2001 (2000년)
- 에인션트 이블 (1999년)